# Muhammad Najib ar-Ruba'i
Muhammad Najib Ar-Ruba'i (em árabe: محمد نجيب الربيعي) (também escrito Al-Rubai) (1904-1965) foi o primeiro Presidente do Iraque (Presidente do Conselho de Soberania) de 14 de julho de 1958 a 8 de fevereiro de 1963.
Juntamente com Abdul Karim Qassim,  foi um dos líderes do golpe de Estado que derrubou o rei Faiçal II em 1958. Em 7 de outubro de 1959, houve uma tentativa mal sucedida de assassiná-lo, comandada por Saddam Hussein, na época com 20 anos de idade.
Apesar de Qassim tornar-se primeiro-ministro e possuir a maior parte do poder, Rubai foi eleito chefe de Estado com o título de Presidente do Conselho de Soberania. O Conselho de Soberania teve um representante de cada uma das três principais seitas religiosas. Rubai representou a comunidade sunita. [carece de fontes?]
Em 1963, Qassim foi deposto por outro golpe de Estado liderado por Abdul Salam Arif. Ar-Rubai teve de se aposentar da política.
Ar-Ruba'i morreu em 1965.